# Empusa pennicornis similis
Empusa pennicornis similis es una subespecie de mantis de la familia Empusidae.

## Distribución geográfica
Se encuentra en Tayikistán.